# Batalla de Yamazaki
La batalla de Yamazaki (山崎 の 戦 い, Yamazaki no Tatakai) va ser un conflicte bèl·lic que es va desenvolupar el 1582 a Yamazaki, Japó. Aquesta batalla és també coneguda com la batalla de Tennōzan.
Akechi Mitsuhide, un servent d'Oda Nobunaga, va atacar a Nobunaga mentre aquest descansava al temple Honnō i el va obligar a cometre seppuku. Tretze dies després, Toyotomi Hideyoshi es va trobar amb les forces de Mitsuhide a Yamazaki i el va derrotar, venjant la mort de Nobunaga i prenent el seu poder i la seva autoritat.

## Preludi
Durant l'Incident del temple Honnō on va morir Nobunaga, Hideyoshi estava ocupat lluitant contra el clan Mori. Quan li van arribar a Hideyoshi les notícies de la mort de Nobunaga i que Mitsuhide planejava quedar-se amb el poder i dominis de Nobunaga, Hideyoshi immediatament va negociar la pau amb el clan sense comentar ni una sola paraula de la mort de Nobunaga. Una vegada que el tractat va ser pactat, va portar a les seves tropes a marxes forçades cap a Kyoto a una mitjana d'entre 30 i 40 quilòmetres diaris.
Mitsuhide controlava ja dos castells (el castell Shōryūji i el castell Iode) a la regió de Yamazaki des d'on tractava de guanyar simpatitzants a la seva causa.
A menys de dues setmanes de la traïció comesa per Mitsuhide, l'exèrcit de Hideyoshi finalment va arribar i el va atacar en Yamazaki. Sabent que les seves forces eren summament inferiors a les del seu adversari, Mitsuhide va resoldre dirigir-se a sud i preparar la batalla amb tots els soldats que tenia.
Mentrestant Hideyoshi va decidir que l'àrea boscosa de Tennōzan just als afores de Yamazaki era un punt clau per controlar el camí a Kyoto, per la qual cosa li va ordenar que Nakagawa Kiyohide juntament amb un destacament asseguressin l'àrea mentre el dirigia a la majoria de l'exèrcit a Yamazaki.
Mitsuhide va formar al seu exèrcit darrere d'un petit riu anomenat Enmyōji el qual li brindava una excel·lent posició defensiva. Aquella nit, Mitsuhide va enviar a un grup de ninges al campament enemic incendiant i causant un gran temor i confusió entre les tropes.

## Batalla
L'endemà al matí, la batalla va començar a el moment en què Hideyoshi va alinear les seves tropes al llarg de la riba contrària d'on es trobaven les forces de Mitsuhide. Alguns dels homes de Mitsuhide van travessar el riu buscant arribar al cim del turó Tennōzan però els trets dels arcabussers els van fer retrocedir. Hideyoshi confiat en la superioritat numèrica de les seves forces va ordenar al flanc dret del seu exèrcit que travessés el riu i es dirigís cap a línies frontals de Mitsuhide. Aviat es va unir a la batalla el flanc esquerre amb el suport del destacament que s'havia apostat a la part alta del turó Tennōzan. La majoria dels homes de Mitsuhide van fugir amb excepció de 200 homes al comandament de Mimaki Kaneaki, els quals van ser vençuts fàcilment per l'àmplia superioritat numèrica amb què gaudia l'enemic.
L'armada de Mitsuhide va començar la fugida de tornada al castell Shōryūji però van ser aconseguits en el camí. Mitsuhide va aconseguir fugir més lluny, fins al poble d'Ogurusu on va ser capturat i mort.
Hideyoshi després d'aquesta batalla es va consolidar com el militar més influent del Japó a la mort de Nobunaga, heretant els seus dominis i el seu poder, controlant el país sencer.